# Sebastian Dette

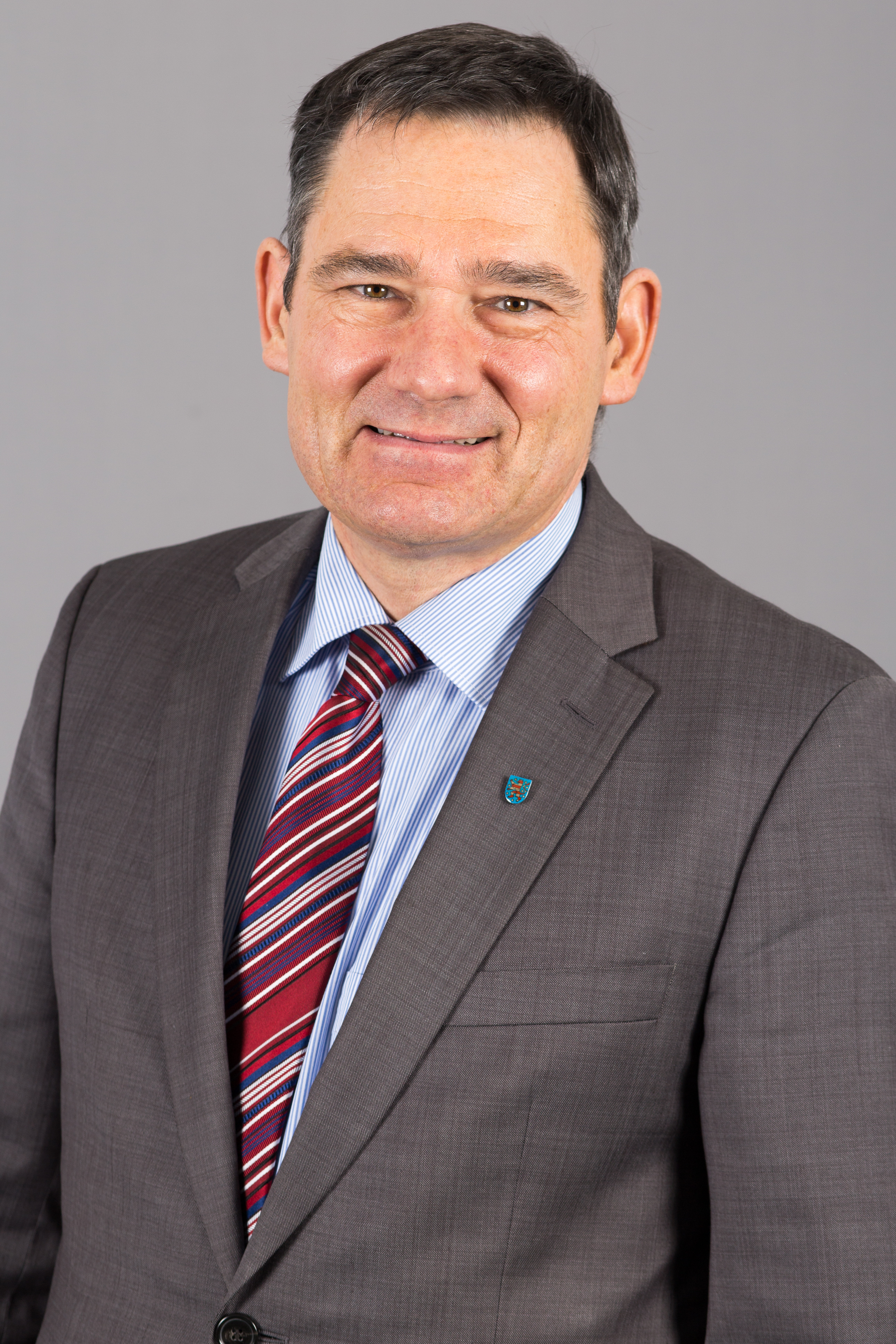
Sebastian Dette 2016

Hans Walter Sebastian Dette (* 26. April 1958 in Daun) ist ein deutscher Jurist. Er war von 2010 bis 2022 der Präsident des Thüringer Rechnungshofes und von 2003 bis 2010 Richter am Bundesverwaltungsgericht.

## Leben
Nach dem Abitur 1977 am Werner-Heisenberg-Gymnasium Neuwied war Dette 1977 bis 1979 Soldat auf Zeit beim Jagdbombergeschwader 31 in Nörvenich im Stab. Seitdem absolviert er regelmäßig Wehrübungen und wurde inzwischen zum Oberstleutnant der Reserve befördert. Dette studierte nach seiner Bundeswehrzeit bis 1983 Rechtswissenschaften an der Johannes-Gutenberg-Universität Mainz. Bis 1986 folgte das Referendariat unter anderem an der Deutschen Hochschule für Verwaltungswissenschaften Speyer und in der Verwaltung des Landtags von Rheinland-Pfalz. Noch als Referendar wurde Dette im Jahr 1985 an der Johannes-Gutenberg-Universität Mainz mit einer Dissertation über den Rechtsgrundsatz Venire contra factum proprium promoviert.
Bereits seit 1979 war Dette am Lehrstuhl Arndt Teichmanns in Mainz wissenschaftlich tätig und blieb dort bis 1986. Im Dezember 1986 trat er in den Dienst bei der Bezirksregierung Trier ein und war dort bis Dezember 1987 Referent für Polizei, Kommunalaufsicht und Katastrophenschutz. Bis Dezember 1988 war Sebastian Dette Vorsitzender des Kreisrechtsausschusses der Kreisverwaltung Trier-Saarburg und ab Anfang 1989 bis November 1989 Leiter des Parlaments- und Kabinettsreferats im Ministerium für Umwelt und Gesundheit des Bundeslandes Rheinland-Pfalz. Anschließend war er bis November 1990 Leiter des Landesprüfungsamtes der Mediziner und Leiter des Medizinberufereferats im rheinland-pfälzischen Ministerium für Umwelt und Gesundheit. Von November 1990 bis November 2003 leitete er die Abteilung Parlamentsdienst und Wissenschaftlicher Dienst und war stellvertretender Direktor beim Thüringer Landtag.
Im November 2003 wurde Sebastian Dette Richter am Bundesverwaltungsgericht. Er gehörte zunächst dem 3. Revisionssenat an, der sich mit Land- und Forstwirtschaftsrecht, Lebensmittelrecht, das Jagd- und Fischereirecht, dem Vermögenszuordnungsrecht und dem Verkehrsrecht befasst. Im Oktober 2009 wechselte er in den 2. Wehrdienstsenat, der zuständig ist für Verfahren nach der Wehrdisziplinarordnung. Am 29. Januar 2010 wurde er mit 73 von 85 abgegebenen Stimmen durch den Thüringer Landtag zum Präsidenten des Rechnungshofes gewählt und schied mit seiner Ernennung aus dem Dienst beim Bundesverwaltungsgericht aus. Der Posten des Präsidenten des Rechnungshofes war seit Mai 2008, als Dettes Vorgänger Manfred Scherer Innenminister in Thüringen wurde, unbesetzt. Ende Januar 2022 trat Dette als Präsident des Rechnungshofes in den Ruhestand und die Juristin Kirsten Butzke wurde seine Nachfolgerin.
Dette ist beordert beim Landeskommando Thüringen und Oberst der Reserve.
Dette ist Mitherausgeber der verwaltungsrechtlichen Fachzeitschrift Thüringer Verwaltungsblätter und Verfasser zahlreicher Fachveröffentlichungen.

## Veröffentlichungen (Auswahl)
- Venire contra factum proprium nulli conceditur. Zur Konkretisierung eines Rechtssprichworts. Duncker & Humblot, Berlin 1985, ISBN 3-428-05902-6
- Entscheidungsbesprechung, Gesellschaftsrecht – Zahlung an die Kommanditgesellschaft als Leistung der Einlage an deren Komplementär-GmbH, JA 1986, 557–558
- Entscheidungsbesprechung, Gesellschaftsrecht – Kein Ausschluß der Einzelklagebefugnis des Gesellschafters (Aktio pro sozio) durch bloßen Mehrheitsbeschluss, JA 1986, 40–42
- Entscheidungsbesprechung, Gesellschaftsrecht/Vollstreckungsrecht – Bei Pfändung eines BGB-Gesellschaftsanteils genügt die Zustellung des Pfändungsbeschlusses an den Geschäftsführenden Gesellschafter, JA 1986, 616–618
- Entscheidungsbesprechung, Gesellschaftsrecht – Haftungsbeschränkung einer BGB-Gesellschaft, JA1986, 540–541
- Entscheidungsbesprechung, Zur Durchsetzungs des Rechts einer Fraktion auf Beteiligung an der parlamentarischen Kontrollkommission, ThürVBl 1997, 137–139
- Aufsatz (gemeinsam mit Burfeind), Verordnungsvertretende Gesetze nach Artikel 80 Abs. 4 GG - Ein größerer Gestaltungsspielraum für die Landesparlamente?, ZG 1998, 257–270
- Aufsatz, Verwirkung, Rechtsmißbrauch und Treu und Glauben, Festschrift, Hans-Joachim Driehaus zum 65. Geburtstag, NWB 2005 ISBN 978-3482-54641-9, 231
- Kommentierung Artikel 50, 51, 52, 86 und 88 Thüringer Verfassung in: Linck u. a., Die Verfassung des Freistaats Thüringen. Handkommentar, Nomos, Baden-Baden 2013, ISBN 978-3-8329-7245-5
- Beitrag Pro & Contra, Unabhängigkeit der Staatsanwaltschaft?, ZRP 2014, 94
- Aufsatz, Zur Unabhängigkeit der Staatsanwaltschaft, DRiZ 2014, 137–139
- Buchrezension, Thüringer Landtag (Hrsg.; Red.: Harald Mittelsdorf), Ein Vierteljahrhundert parlamentarische Demokratie. Der Thüringer Landtag 1990–2014, Band 33 der Reihe Schriften zur Geschichte des Parlamentarismus in Thüringen, Wartburg-Verlag, Weimar, 2015, 456 Seiten, ThürVBl 2017, 24